# Eryngium bupleuroides
Eryngium bupleuroides är en flockblommig växtart som beskrevs av William Jackson Hooker och George Arnott Walker Arnott. Eryngium bupleuroides ingår i släktet martornar, och familjen flockblommiga växter. Inga underarter finns listade i Catalogue of Life.